# Carlo Vacondio
Carlo Vacondio (San Pellegrino, 2 marzo 1898 – Reggio Emilia, 6 febbraio 1943) è stato un calciatore italiano, di ruolo difensore.

## Carriera
Dopo aver disputato le giovanili nelle squadre minori reggiane, milita per un anno nel Modena prima di tornare a Reggio Emilia per vestire la casacca della nuova Reggiana.
Con gli emiliani disputa 81 gare in dieci anni, debuttando in massima serie nella stagione 1924-1925 e giocando per tre anni nel massimo campionato italiano per un totale di 36 presenze.
Prima di terminare la carriera nelle file della Reggiana, gioca le sue ultime due partite nel campionato di Serie B 1929-1930.